# 遠藤賢司
遠藤賢司（日语：／ Endou Kenji，1947年1月13日—2017年10月25日），日本歌手，茨城縣勝田市（現常陸那珂市）出身，但是居住在東京。自称「純音楽家」。愛称「エンケン」。

## 來源
1. ↑  歌手の遠藤賢司さんが死去　「カレーライス」がヒット 的存檔，存档日期2017-10-27.